# 奧里薩雷鄉

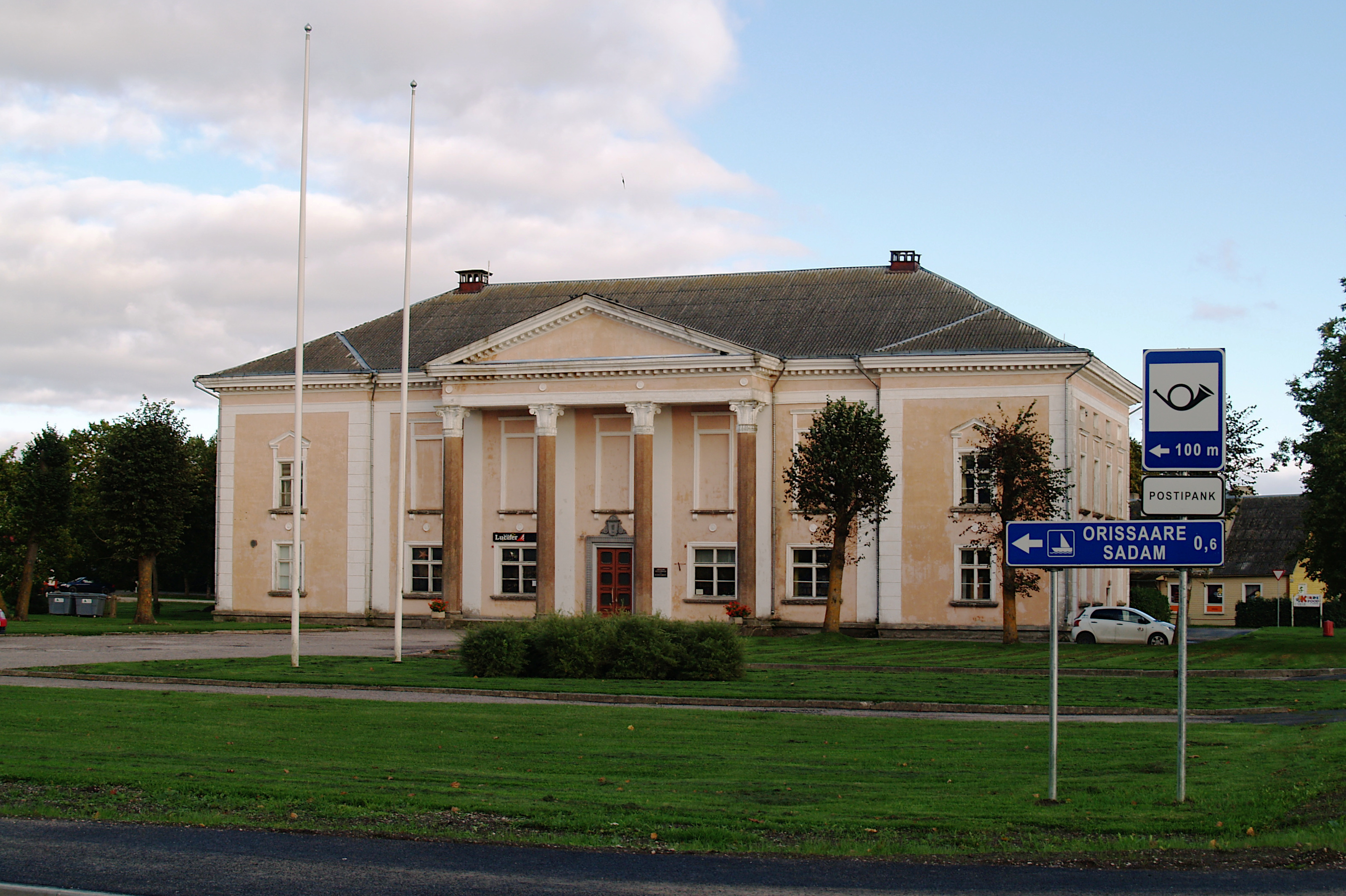
奥里萨雷文化宫

奧里薩雷鄉，曾是愛沙尼亞薩雷縣的一個鄉村型市镇，位於該國西部，行政中心設於奧里薩雷，面積163平方公里，2007年人口2,116，人口密度每平方公里13人。
2017年爱沙尼亚行政改革后，包括奧里薩雷市镇在内的萨雷马岛上的所有12个市镇合并成萨雷马市镇。
58°33′35″N 23°05′35″E / 58.55972°N 23.09306°E